# Musculus tibialis posterior
Der Musculus tibialis posterior (lat. für „hinterer Schienbeinmuskel“) ist ein Skelettmuskel und zählt zu den tiefen Beugern am Unterschenkel. Die Ansatzsehne zieht durch den Tarsaltunnel und setzt am Kahn- und am Keilbein an. Gelegentlich tritt in ihr ein Sesambein auf, das als Os tibiale externum, Typ 1 bezeichnet wird.
In der Veterinäranatomie wird der Muskel als Musculus tibialis caudalis bezeichnet und gehört zusammen mit dem Musculus flexor digitorum lateralis und Musculus flexor digitorum medialis zum tiefen Zehenbeuger. Außer bei den Raubtieren vereinigt sich seine Sehne mit der der beiden übrigen Köpfe zur tiefen Beugesehne, die sich entsprechend der Anzahl der Stützzehen in mehrere Schenkel teilt und jeweils an deren Endglied ansetzt.

## Funktion

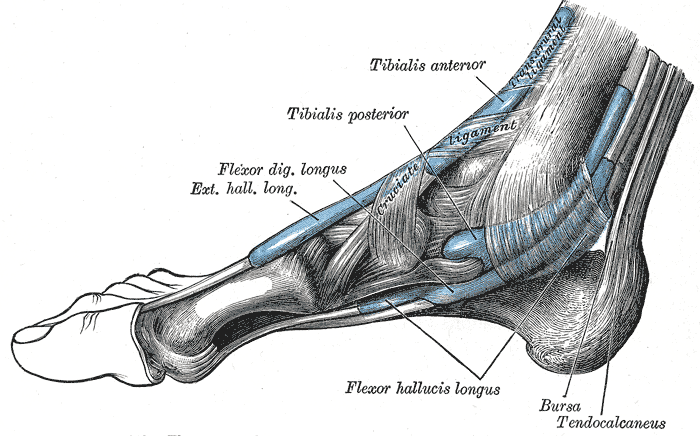
Sehnen und Sehnenscheiden des Fußes

Der M. tibialis posterior bewegt den Fuß sohlenwärts (Plantarflexion) und hebt den inneren Fußrand (Supination).
Bei Tieren wirkt der Muskel als Zehenbeuger und Sprunggelenksstrecker, bei Raubtieren nur als letzterer.

## Erkrankungen
Die Tibialis-posterior-Dysfunktion ist eine degenerative Erkrankung der Ansatzsehne des Musculus tibialis posterior.
Der M. tibialis posterior spielt eine entscheidende Rolle bei der Pathogenese des kongenitalen Klumpfußes.